# キッチナー陸軍

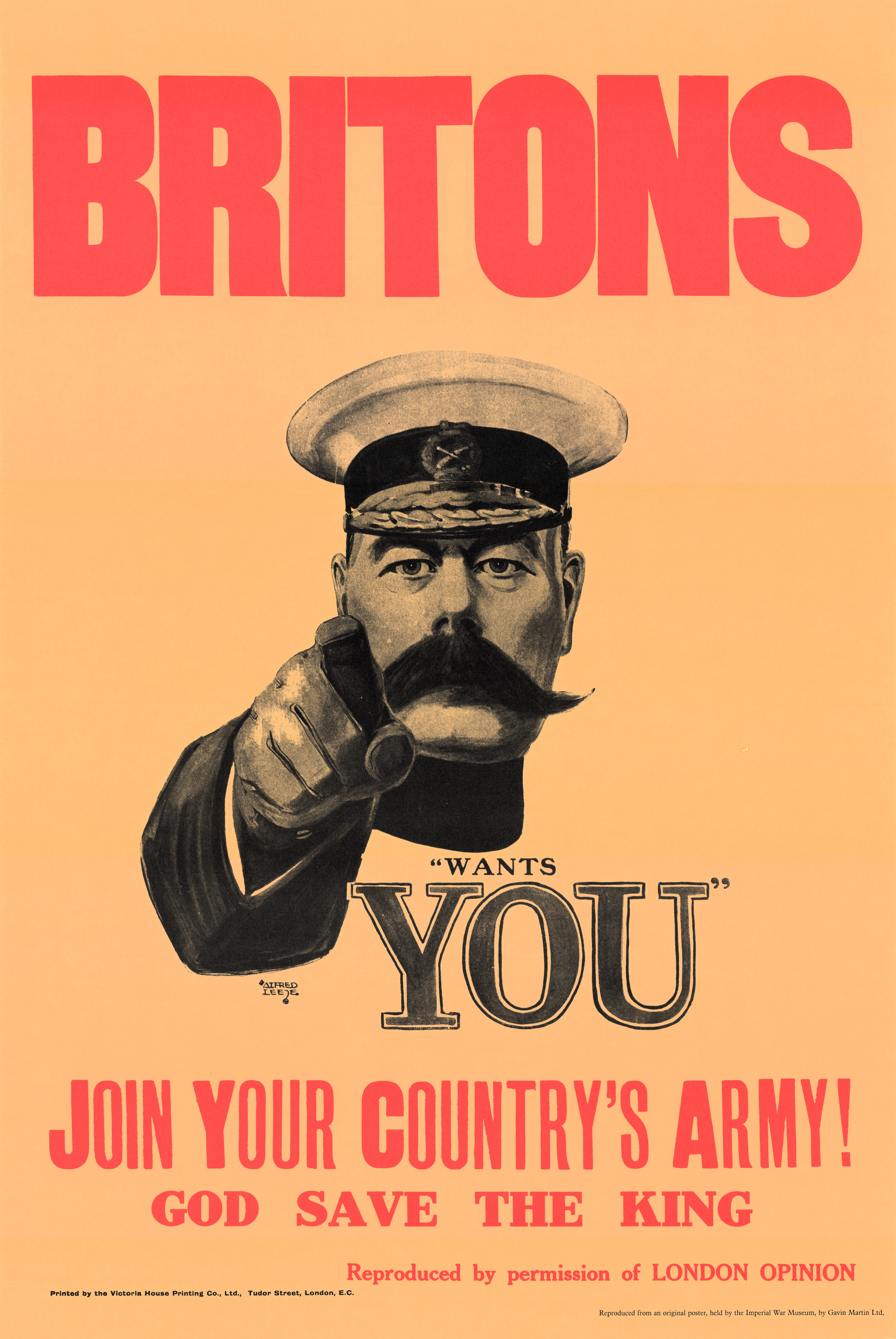
キッチナーの募兵ポスター『英国は君を必要としている』

キッチナー陸軍（キッチナーりくぐん、英: Kitchener's Army、New Army、新軍とも）とは、第一次世界大戦の初頭にイギリスの陸軍大臣ホレイショ・キッチナーが募集した志願兵による軍隊。既存の常備軍と区別してこの名称で呼ばれた。
植民地戦争を数十年に亘り戦い抜いてきたキッチナーは、第一次世界大戦の勃発とともに本国の軍部大臣に招聘された。キッチナーは、当時の各国政府閣僚のほとんどが第一次世界大戦をナポレオン以来の戦争と同様に短期決戦で終わると信じる中、この戦争が長期間に亘り、そして凄惨な犠牲を伴うと理解していた。
キッチナーは自分の判断を元に、イギリスに巨大な陸軍が必要であると説いた。そして、その陸軍の建設に徴兵制度を導入する必要はないとした（当時のイギリスに徴兵制度はなかった）。
キッチナーは1914年中に大規模に志願兵を募った。この一回目の志願兵募集で48万人が志願した。このキッチナー陸軍においては、仲間内で語らって志願してきた人々をそのまま大隊に編成した。このような背景を元に巨大な新軍が一挙に作り上げられたが、それゆえ初期はこれらの義勇兵の武装すら満足に行えなかったという。
J.H.トーマス労働党議員（のち植民相）は演説で、「サッカーを見に行ける若者がいて、（軍に）志願しないとするなら、それは状況がわかっていないか、臆病者のせいだ。」と述べた。このような当時の世論が義勇軍を維持し続けた。
1915年からフランス本土に上陸したこのキッチナー陸軍は、1916年7月に始まったソンムの戦いではイギリス陸軍の中核をなした（なお、この直前の6月にこの新軍を作り上げたキッチナーは死亡している）。
ソンム戦初日では死傷7万人という1日の戦争の被害としては大戦中でもっとも多い損害を出したものの、寸土を得ることも出来なかった。この損害は、連合軍の戦術的失策のほか、キッチナー陸軍が巨大な新兵集団だったということだけでなく、仲間同士での大隊編成を許可したということが大きくかかわっている。
そして、1917年にはさらなる兵力獲得のため、イギリスに徴兵制が施行された。